# Vunikau
Die Vunikau, auch Waka, Rootstock-Club, ist eine Keule von den Fidschi-Inseln.

## Beschreibung
Die Vunikau besteht komplett aus Holz. Der Schaft und der Schlagkopf bestehen aus einem Stück. Die Keule wird aus einem Wurzelstock geschnitzt. Die Wurzeln werden nur grob abgeschnitten. Die gesamte Keule wird beigeschliffen und poliert. Dadurch entstehen die hervorstehenden Holzknoten, die zur Verbesserung der Schlagwirkung dienen. Die Vunikau wird von Ethnien auf den Fidschi-Inseln benutzt.